# EA Sports UFC 3
EA Sports UFC 3 es un videojuego de artes marciales mixtas desarrollado por EA Canada y distribuido por EA Sports para PlayStation 4 y Xbox One. Se basa en la marca Ultimate Fighting Championship (UFC) y fue lanzado el 2 de febrero de 2018 a nivel mundial.

## Jugabilidad
EA Sports UFC 3 es un juego de lucha de artes marciales mixtas, similar a las entregas anteriores, el juego está basado en Ultimate Fighting Championship (UFC), aunque también conserva el realismo con respecto a la física, sonidos y movimientos. El juego también ha sido respaldado en gran medida por Conor McGregor, el atleta de portada y una de las principales estrellas de UFC. Lo nuevo en la serie es el modo de carrera "GOAT", donde las elecciones realizadas a lo largo de la carrera impactan en el camino del jugador hacia la grandeza. Fuera de las peleas, el jugador puede tomar decisiones promocionales para generar entusiasmo, ganar fanáticos, ganar más dinero a través de grandes contratos y captar la atención del mundo. Un nuevo sistema de redes sociales en el juego ahora le permite al jugador crear acaloradas rivalidades con otros atletas de UFC, lo que brinda la libertad de asumir cualquier tipo de personalidad.
Continuando con el modo eliminatorio que se introdujo en EA Sports UFC 2, el juego ofrece un nuevo tipo de modos multijugador diseñados para peleas rápidas y rápidas que son integrales cuando se juega contra oponentes. El modo de torneo ofrece los derechos definitivos, ya que el jugador intenta enfrentarse a tantos oponentes como sea posible en rondas de eliminación estilo paréntesis con daño y fatiga continuos. Con 234 luchadores diferentes (incluido Bruce Lee) en 10 clases de peso, el juego contiene la lista de personajes más grande de los tres juegos de EA Sports UFC.

## Desarrollo
EA Sports UFC 3 fue anunciado el 1 de noviembre de 2017 por Electronic Arts. Junto con el anuncio inicial, también se realizó un avance breve con los luchadores de UFC Demetrious Johnson, Anderson Silva y Joanna Jędrzejczyk y dos días después salió a la luz el tráiler oficial. Al igual que otros juegos de EA, EA Sports UFC 3 ha sido criticado por implementar mecánicas de pago para ganar. Aunque se espera que el uso de microtransacciones afecte solo a un modo de juego, la opción de que los consumidores gasten dinero real para evitar la molienda ha sido ridiculizada como explotadora.
EA Sports UFC 3 es también el primer título compatible con RPM Tech, un motor desarrollado por EA Sports que representa con mayor precisión los movimientos de los personajes.

## Recepción
EA Sports UFC 3 recibió críticas "generalmente favorables" de los críticos, según el agregador de reseñas Metacritic.
Game Informer elogió los gráficos y dijo que "la atención al detalle es magnífica, desde la forma en que los luchadores giran en círculos en el octágono hasta las animaciones faciales cuando un volado de derecha cae sobre su mejilla". Polygon dijo que "la luna de miel con UFC 3 es corta. El Modo Carrera comprende varias etapas del ascenso de un luchador a través de su categoría de peso. Sin embargo, en la décima pelea, la repetición y la rutina se hicieron evidentes".
EGMNow criticó las microtransacciones y dijo: "Al igual que en otros modos de EA Ultimate Team, este es un claro robo de efectivo, que intenta engancharte al modo con la esperanza de que gastes dinero del mundo real en paquetes de cartas para avanzar más rápidamente en tu las estadísticas del luchador: no es nada menos que exasperante". Games Radar dijo que "hace que el sistema de botín de Battlefront II parezca inmensamente caritativo". IGN también llamó al modo "simplemente terrible".
GameSpot lo resumió así: " EA Sports UFC 3 es una recreación tensa, emocionante y dinámica del aspecto stand and bang de las artes marciales mixtas. El agarre aún necesita mucho trabajo, y uno esperaría que esto sea algo que EA Canadá aborde en el próximo iteración; sin embargo, estas deficiencias se vuelven más fáciles de pasar por alto debido al logro de su golpe redefinido. Cuando se trata del arte del combate, pocos títulos deportivos lo hacen mejor".

### Ventas
EA Sports UFC 3 alcanzó el número 12 en las listas de ventas del Reino Unido, detrás de Monster Hunter: World. Ocupó el puesto 22 en Australia, detrás de Shadow of the Colossus, y el puesto 11 en Nueva Zelanda. Alcanzó el número 32 en Japón.
Fue el decimosexto título de PlayStation 4 más descargado en los Estados Unidos, y el séptimo en Europa en febrero de 2018.

### Premios
El juego fue nominado por "Juego, lucha de franquicias" y "Actuación en un juego deportivo" con Jon Anik en los premios de la Academia Nacional de Revisores Comerciales de Videojuegos.